# بخش مرکزی شهرستان عنبرآباد
بخش مرکزی شهرستان عنبرآباد یکی از بخش‌های شهرستان عنبرآباد در استان کرمان ایران است.

## تقسیمات کشوری
- بخش مرکزی شهرستان عنبرآباد
  - دهستان امجز
  - دهستان جهادآباد
  - دهستان علی آباد (عنبرآباد)
  - دهستان محمدآباد (عنبرآباد)

شهر: عنبرآباد

## جمعیت
بنابر سرشماری مرکز آمار ایران، جمعیت بخش مرکزی شهرستان عنبر آباد در سال ۱۳۸۵ برابر با ۵۳۲۱۸ نفر بوده است.